# Nemoura flexuosa
Nemoura flexuosa is een steenvlieg uit de familie beeksteenvliegen (Nemouridae). De wetenschappelijke naam van de soort is voor het eerst geldig gepubliceerd in 1949 door Aubert.